# Лієнц (округ)
Бецирк Лієнц — округ Австрійської федеральної землі Тіроль. Його інша назва — Східний Тіроль. Округ відділяє від Західного Тіролю, італійський Південний Тіроль. До Першої світової війни Південний Тіроль теж належав Австро-Угорщині.

## Адміністративний поділ
Округ поділено на 33 громади:
Місто
- Лієнц (11816)

Ярмаркові містечка
- Матрай-ін-Осттіроль (4781)
- Нусдорф-Дебант (3308)
- Зілліан (2072)

Громади
- Абфальтерсбах (654)
- Айнет (925)
- Амлах (378)
- Анрас (1297)
- Асслінг (1,881)
- Аусервілльгратен (789)
- Дельзах (2274)
- Гаймберг (835)
- Гайнфельс (1007)
- Гопфгартен-ін-Деферегген (765)
- Іннерфілльгратен (974)
- Ізельсберг-Штронах (617)
- Кальс-ам-Гросглокнер (1231)
- Картіч (833)
- Лавант (298)
- Лайзах (824)
- Нікольсдорф (910)
- Оберлієнц (1411)
- Обертілліях (712)
- Прегратен-ам-Гросфенедігер (1225)
- Санкт-Якоб-ін-Деферегген (934)
- Санкт-Йоганн-ім-Вальде (291)
- Санкт-Файт-ін-Деферегген  (734)
- Шлайтен (470)
- Штрассен (827)
- Турн (635)
- Тріштах (1410)
- Унтертілліях (251)
- Фірген (2199)

## Демографія
Населення округу за роками за даними статистичного бюро Австрії

## Виноски
1. ↑  Statistik Austria. Архів оригіналу за 2 травня 2015. Процитовано 25 червня 2013.

| Австрія | Це незавершена стаття з географії Австрії. Ви можете допомогти проєкту, виправивши або дописавши її. |